# French Open-mesterskabet i mixed double 2024
French Open-mesterskabet i mixed double 2024 var den 111. turnering om French Open-mesterskabet i mixed double. Turneringen var en del af French Open 2024 og blev spillet i Stade Roland Garros i Paris, Frankrig i perioden 31. maj - 6. juni 2024 med deltagelse af 32 par.
Mesterskabet blev vundet af Laura Siegemund og Édouard Roger-Vasselin, som i finalen besejrede Desirae Krawczyk og Neal Skupski med 6-4, 7-5. Siegemund vandt dermed sin anden grand slam-titel i mixed double, idet hun tidligere også havde triumferet ved US Open-mesterskabet i mixed double 2016, og det var hendes tredje grand slam-titel i alt i karrieren. Roger-Vasselin vandt sin første mixed double-titel på grand slam-niveau, og han blev den første mandlige, franske vinder af French Open-mesterskabet i mixed double siden Richard Gasquet i 2004. Det var endvidere hans anden grand slam- og French Open-titel indtil da, eftersom han ti år tidligere havde vundet herredoubletitlen ved French Open 2014.
De forsvarende mestre, Miyu Kato og Tim Pütz, tabte i kvartfinalen til Ulrikke Eikeri og Máximo González.
Siden Ruslands invasion af Ukraine i begyndelsen af 2022 havde tennissportens styrende organer, WTA, ATP, ITF og de fire grand slam-turneringer, tilladt, at spillere fra Rusland og Hviderusland fortsat kunne deltage i grand slam-turneringer samt turneringer på ATP Tour og WTA Tour, men de kunne ikke stille op under landenes navne eller flag, og spillerne fra de to lande deltog derfor i turneringen under neutralt flag.

## Pengepræmier
Den samlede præmiesum til spillerne i mixed double androg € 475.000 (ekskl. per diem), hvilket var nøjagtig det samme som ved det foregående mesterskab.
| Resultat               | Pengepræmier | Pengepræmier | Ændring ift. 2023 |
| Resultat               | Pr. par      | Total        | Ændring ift. 2023 |
| ---------------------- | ------------ | ------------ | ----------------- |
| Vindere (1)            | € 122.000    | € 122.000    | 0 %               |
| Finalister (1)         | € 61.000     | € 61.000     | 0 %               |
| Semifinalister (2)     | € 31.000     | € 62.000     | 0 %               |
| Kvartfinalister (4)    | € 17.500     | € 70.000     | 0 %               |
| Tabere i 2. runde (8)  | € 10.000     | € 80.000     | 0 %               |
| Tabere i 1. runde (16) | € 5.000      | € 80.000     | 0 %               |
| Samlet præmiesum       | -            | € 475.000    | 0 %               |

## Turnering

### Deltagere
Turneringen havde deltagelse af 32 par, der var fordelt på:
- 24 direkte kvalificerede par i form af deres ranglisteplacering.
- 8 par, der havde modtaget et wildcard.

#### Seedede spillere
De 8 bedste par blev seedet:
| Seedning | Rangering | Rangering | Spillere                               | Resultat        |
| Seedning | Sum       | Ind.      | Spillere                               | Resultat        |
| -------- | --------- | --------- | -------------------------------------- | --------------- |
| 1        | 10        | 7 3       | Ellen Perez Matthew Ebden              | Kvartfinalister |
| 2        | 17        | 6 11      | Laura Siegemund Édouard Roger-Vasselin | Mestre          |
| 3        | 22        | 13 9      | Demi Schuurs Wesley Koolhof            | Meldte afbud    |
| 4        | 24        | 14 10     | Desirae Krawczyk Neal Skupski          | Finalister      |
| 5        | 27        | 9 18      | Vera Zvonarjova Sander Gillé           | Første runde    |
| 6        | 28        | 2 26      | Erin Routliffe Michael Venus           | Kvartfinalister |
| 7        | 30        | 1 29      | Hsieh Su-Wei Jan Zieliński             | Semifinalister  |
| 8        | 38        | 30 8      | Bethanie Mattek-Sands Austin Krajicek  | Første runde    |

#### Wildcards
Otte par modtog et wildcard til turneringen.
| Par                                 | Resultat     |
| ----------------------------------- | ------------ |
| Tessah Andrianjafitrimo Ugo Humbert | Første runde |
| Paula Badosa Stefanos Tsitsipas     | Meldte afbud |
| Clara Burel Hugo Gaston             | Anden runde  |
| Alizé Cornet Nicolas Mahut          | Første runde |
| Fiona Ferro Pierre-Hugues Herbert   | Første runde |
| Elixane Lechemia Albano Olivetti    | Første runde |
| Chloé Paquet Grégoire Barrère       | Første runde |
| Diane Parry Harold Mayot            | Første runde |

### Resultater
| Ellen Perez   |
| Matthew Ebden |

| Tessah Andrianjafitrimo |
| Ugo Humbert             |

| Ellen Perez   |
| Matthew Ebden |

| Ljudmyla Kitjenok |
| Mate Pavić        |

| Ljudmyla Kitjenok |
| Mate Pavić        |

| Cristina Bucșa |
| Andrés Molteni |

| Ellen Perez   |
| Matthew Ebden |

| Veronika Kudermetova |
| Rohan Bopanna        |

| Hsieh Su-Wei  |
| Jan Zieliński |

| Ljudmila Samsonova |
| Andrea Vavassori   |

| Ljudmila Samsonova |
| Andrea Vavassori   |

| Kateřina Siniaková |
| Tomáš Macháč       |

| Hsieh Su-Wei  |
| Jan Zieliński |

| Hsieh Su-Wei  |
| Jan Zieliński |

| Hsieh Su-Wei  |
| Jan Zieliński |

| Desirae Krawczyk |
| Neal Skupski     |

| Desirae Krawczyk |
| Neal Skupski     |

| Shuko Aoyama    |
| Gonzalo Escobar |

| Desirae Krawczyk |
| Neal Skupski     |

| Fiona Ferro           |
| Pierre-Hugues Herbert |

| Heather Watson |
| Joe Salisbury  |

| Heather Watson |
| Joe Salisbury  |

| Desirae Krawczyk |
| Neal Skupski     |

| Chloé Paquet     |
| Grégoire Barrère |

| Zhang Shuai     |
| Marcelo Arévalo |

| Asia Muhammad |
| Ariel Behar   |

| Asia Muhammad |
| Ariel Behar   |

| Zhang Shuai     |
| Marcelo Arévalo |

| Zhang Shuai     |
| Marcelo Arévalo |

| Bethanie Mattek-Sands |
| Austin Krajicek       |

| Desirae Krawczyk |
| Neal Skupski     |

| Vera Zvonarjova |
| Sander Gillé    |

| Laura Siegemund        |
| Édouard Roger-Vasselin |

| Nicole Melichar-Martinez |
| John Peers               |

| Nicole Melichar-Martinez |
| John Peers               |

| Elixane Lechemia |
| Albano Olivetti  |

| Miyu Kato |
| Tim Pütz  |

| Miyu Kato |
| Tim Pütz  |

| Miyu Kato |
| Tim Pütz  |

| Barbora Krejčíková |
| Joran Vliegen      |

| Ulrikke Eikeri  |
| Máximo González |

| Donna Vekić |
| Ivan Dodig  |

| Barbora Krejčíková |
| Joran Vliegen      |

| Ulrikke Eikeri  |
| Máximo González |

| Ulrikke Eikeri  |
| Máximo González |

| Aldila Sutjiadi |
| Jackson Withrow |

| Ulrikke Eikeri  |
| Máximo González |

| Erin Routliffe |
| Michael Venus  |

| Laura Siegemund        |
| Édouard Roger-Vasselin |

| Chan Hao-Ching |
| Hugo Nys       |

| Erin Routliffe |
| Michael Venus  |

| Diane Parry  |
| Harold Mayot |

| Clara Burel |
| Hugo Gaston |

| Clara Burel |
| Hugo Gaston |

| Erin Routliffe |
| Michael Venus  |

| Ena Shibahara     |
| Nathaniel Lammons |

| Laura Siegemund        |
| Édouard Roger-Vasselin |

| Paula Badosa       |
| Stefanos Tsitsipas |

| Ena Shibahara     |
| Nathaniel Lammons |

| Alizé Cornet  |
| Nicolas Mahut |

| Laura Siegemund        |
| Édouard Roger-Vasselin |

| Laura Siegemund        |
| Édouard Roger-Vasselin |